# Precipitation Measuring Mission
Precipitation Measuring Mission (en français : Mission de mesure des précipitations), plus communément désignée par son acronyme PMM et anciennement nommé AOS-Storm, est un satellite d'observation de la Terre de l'Agence spatiale japonaise avec une contribution de la NASA, dont le lancement est prévu vers 2029. PMM doit mesurer des précipitations, les mouvements convectifs verticaux des masses d'air et en tandem avec la mission américaine AOS-Storm la vitesse de changement de la production de glace et des flux verticaux dans les formations nuageuses. PMM est une des quatre missions spatiales du programme international AOS (Atmosphere Observing System) sous supervision de l'agence spatiale américaine, la NASA, dont l'objectif est de recueillir des données sur les aérosols, les nuages, le processus de convection et les précipitations dans le but d'améliorer les prévisions météorologiques, la qualité de l'air et la modélisation du climat. Ce programme comprend également les missions AOS-Storm développée par la NASA avec une participation française, HAWCsat développée par l'Agence spatiale canadienne avec une participation française et AOS-Sky développée par la NASA avec une participation du Canada.

## Contexte
AOS (Atmosphere Observing System, en français « système d'observation de l'atmosphère ») est un programme spatial international piloté par l'agence spatiale américaine, la NASA, dont l'objectif est d'élucider le rôle des processus impliquant les aérosols et les nuages dans la survenue des phénomènes météorologiques extrêmes et dans le changement climatique. Au sein de la NASA, le programme AOS est un des composants du programme Earth System Observatory dont l'objectif est de fournir des informations clés utilisées pour l'étude du changement climatique, la réduction de l'impact des catastrophes naturelles, la lutte contre les incendies de forêt et l'amélioration des pratiques agricoles. ESO comprend les programmes « Aerosols », « Clouds, Convection, and Precipitation », « Mass Change », « Surface Biology and Geology » et « Surface Deformation and Change ». Le segment spatial de AOS est constitué d'une constellation de quatre satellites équipés de plusieurs instruments qui collectent des données sur les aérosols et les nuages. Les données recueillies doivent contribuer à déterminer leurs effets sur les conditions météorologiques à court terme, les conditions climatiques à long terme et la qualité de l'air. Deux de ces satellites circulent sur une orbite polaire (AOS-Sky et HAWCsat) tandis que deux autres circulent une orbite inclinée à 55°(AOS-Storm et PMM) :
- AOS-Sky est développée par la NASA et comprend cinq instruments : un radar météorologique doppler effectuant des mesures des précipitations et des déplacements des particules de glace dans les formations nuageuses, un radiomètre micro-ondes retraçant le déplacement de la glace d'eau dans les nuages et mesurant les précipitations, la température de l'atmosphère ainsi que l'humidité, un lidar mesurant la rétrodiffusion des aérosols et des nuages dans les longueurs d'onde 1064 et 532 nanomètres, un polarimètre mesurant la polarisation du rayonnement lumineux sous plusieurs angles qui permet de déterminer les propriétés des aérosols et des nuages et un radiomètre imageur fourni par le Canada fonctionnant dans l'infrarouge lointain et permettant de mesurer la taille des particules de glace, d'estimer le sommet des nuages, de mesurer les émissions des nuages dans les ondes longues ainsi que le profil des concentrations de vapeur d'eau.
- AOS-Storm est développée par la NASA et embarque deux instruments : un lidar mesurant la rétrodiffusion des aérosols et des nuages dans les longueurs d'onde 1064 et 532 nanomètres et un radiomètre micro-ondes  fourni par la France mesurant le chemin de la glace d'eau, les précipitations et l'humidité atmosphérique.
- HAWCsat est développée par le Canada et embarque deux instruments : un radiomètre mesurant la dispersion de la lumière par le limbe terrestre qui fournit des informations sur la distribution des aérosols et la taille des particules dans la stratosphères et un spectromètre mesurant les concentrations de la vapeur d'eau dans les couches inférieures de la stratosphère et dans la troposphère supérieure.
- PMM est développé par le Japon et embarque deux instruments : un radar météorologique doppler en bande Ku mesurant les précipitations avec une fauchée de 255 kilomètres et le déplacement des particules d'eau liquide et de glace et un radiomètre micro-ondes fourni par la France mesurant le chemin de la glace d'eau, les précipitations et l'humidité atmosphérique.

## Charge utile
Le satellite PMM embarque deux instruments :
- L'instrument principal est un radar météorologique doppler fourni par le Japon fonctionnant en bande Ku (de 12,5 à 18 GHz) mesurant le profil des précipitations et cartographiant les mouvements convectifs. Sa résolution spatiale est de 5 kilomètres horizontalement et de 250 à 500 mètres verticalement. La fauchée est de 255 kilomètres[3].
- SAPHIR-NG (ondeur Atmosphérique du Profil d’Humidité Intertropicale par Radiometrie_Nouvelle Génération) est un radiomètre imageur passif multi-spectral effectuant ses observations dans les micro-ondes : 89 GHz, 183 GHz (6 canaux), 325 GHz (3 canaux) et MW (~0,1 cm - ~100 cm). Sa résolution spatiale est de 10 km (89 GHz), 5 km (183 GHz) et 3 km (325 GHz) et sa fauchée est de 750 kilomètres. Cet instrument est fourni par la France[4].

## Déroulement de la mission
PMM doit être placé sur une orbite inclinée de 55° à une altitude de 430 km. Sa durée initiale est de 5 ans.